# Software de gestión documental
Los sistemas de gestión de documentos electrónicos (EDMS, por sus siglas en inglés, o SGD en referencia a Sistemas de Gestión Documental) son todos aquellos programas informáticos creados para la gestión de grandes cantidades de documentos. Suelen rastrear, almacenar, archivar y organizar documentos electrónicos o imágenes de documentos en papel. Estos documentos no tienen una organización clara de sus contenidos, al contrario de lo que suele suceder con la información almacenada en una base de datos. La mayoría de estos productos tienen la capacidad de mantener un registro de las distintas versiones y modificaciones de los documentos que vayan llevando a cabo los usuarios. La combinación de este tipo de bibliotecas de documentos con índices almacenados en una base de datos permite el acceso rápido mediante diversos métodos a la información contenida en los documentos. Estos generalmente se encuentran comprimidos y, además de texto, pueden contener cualquier otro tipo de documentos multimedia, como imágenes o vídeos.
Los sistemas de gestión de documentos comúnmente proporcionan medios de almacenamiento, seguridad, así como capacidades de recuperación e indexación. El término se solapa parcialmente con el concepto de sistema de gestión de contenidos y a menudo es visto como un componente de los sistemas de gestión de contenido empresarial (ECM o Enterprise Content Management) y relacionado con la gestión de activos digitales. Está relacionado con la gestión de recursos digitales, la digitalización de documentos, la gestión de flujos de trabajo y la records management.

## Historia
A partir de la década de 1980, varios fabricantes comenzaron a desarrollar sistemas de software para gestionar documentos de papel. Estos sistemas trataban con documentos que incluían no solo documentos impresos y publicados, sino también fotografías, grabados, etc.
Los desarrolladores posteriores empezaron a crear un segundo tipo de sistema que podía administrar documentos electrónicos, es decir, todos aquellos documentos, o archivos, creados usando ordenadores, y a menudo almacenados en el sistema de archivos local de los usuarios. Los sistemas más antiguos de gestión electrónica de documentos (EDM) gestionaban tipos de archivos de formato propietario, o un número limitado de formatos de archivo. Muchos de estos sistemas terminaron por denominarse sistemas de digitalización de documentos, porque se centraron en la captura, almacenamiento, indexación y recuperación de formatos de archivo gráficos. Los sistemas EDM evolucionaron hasta un punto en el que los sistemas podían gestionar cualquier tipo de formato de archivo que pudiera almacenarse en formato digital. Las aplicaciones crecieron para abarcar documentos electrónicos, herramientas de trabajo colaborativo, seguridad, flujo de trabajo y capacidades de auditoría.
Estos sistemas permitieron a una organización registrar faxes y formularios, guardar copias de los documentos como imágenes y almacenar los archivos de imagen en el repositorio de información para su recuperación rápida y segura. Dicha recuperación es posible porque el sistema manejó la extracción del texto del documento en el proceso de captura, y la función de indexador de texto proporciona capacidad de recuperación de texto.
Mientras que muchos sistemas EDM almacenan documentos en su formato de archivo nativo (Microsoft Word o Excel, PDF), algunos sistemas de gestión de documentos basados en la web están empezando a almacenar contenido en formato html. Estos sistemas de gestión de políticas requieren que el contenido se importe en el sistema. Sin embargo, una vez que el contenido se importa, el software (por ejemplo, Corona Document Management System) actúa como un motor de búsqueda para que los usuarios puedan encontrar lo que buscan más rápido. El formato html permite una mejor aplicación de las capacidades de búsqueda, tales como búsqueda de texto completo y stemming

## Estandarización
Muchas asociaciones industriales publican sus propias listas de normas de control de documentos particulares que se utilizan en su campo específico. A continuación se incluye una lista de algunos de los documentos ISO pertinentes. Divisions ICS 01.140.10 and 01.140.20. The ISO has also published a series of standards regarding the technical documentation, covered by the division of 01.110.
- ISO 2709 Información y documentación - Formato para el intercambio de información.
- ISO 15836 Información y documentación - El conjunto de elementos de metadatos Dublin Core
- ISO 15489 Información y documentación - Gestión de registros
- ISO 21127 Información y documentación - Una ontología de referencia para el intercambio de información del patrimonio cultural
- ISO 23950 Información y documentación - Recuperación de información (Z39.50) - Especificación de definición y protocolo de servicio de aplicación
- ISO 10244 Gestión de documentos - Análisis de procesos empresariales
- ISO 32000 Gestión de documentos - PDF

## Componentes
| Tema              | Descripción |
| ----------------- | --- |
| Metadatos         | Normalmente se almacenan metadatos para cada documento. Los Metadatos pueden incluir, por ejemplo, la fecha en que se almacene el documento y la identidad del usuario que lo almacene. El DMS también puede extraer metadatos del documento automáticamente o pedir al usuario que agregue metadatos. Algunos sistemas también utilizan reconocimiento óptico de caracteres en imágenes escaneadas o realizan extracción de texto en documentos electrónicos. El texto extraído resultante se puede utilizar para ayudar a los usuarios a localizar documentos identificando palabras clave probables o proporcionando capacidad de búsqueda de texto completo, o puede utilizarse por sí solo. El texto extraído también se puede almacenar como un componente de metadatos, almacenado con la imagen o por separado como fuente para buscar colecciones de documentos. |
| Integración       | Muchos sistemas de gestión de documentos intentan integrar la gestión de documentos directamente en otras aplicaciones, de modo que los usuarios puedan recuperar documentos existentes directamente desde el repositorio del sistema de gestión de documentos, realizar cambios y guardar el documento cambiado de nuevo en el repositorio como una nueva versión, todo esto sin abandonar la aplicación en ningún momento. Dicha integración está comúnmente disponible para suites de oficina y correo electrónico o software de colaboración / groupware. La integración a menudo utiliza estándares abiertos como ODMA, Lightweight Directory Access Protocol, WebDAV y SOAP para permitir la integración con otros software y el cumplimiento con los controles internos. |
| Captura           | La captura implica principalmente aceptar y procesar imágenes de documentos en papel empleando escáner o impresora multifunción. El software de reconocimiento óptico de caracteres (OCR) se utiliza a menudo, ya sea integrado en el hardware o como software independiente, con el fin de convertir imágenes digitales en texto legible para el ordenador. El software de Reconocimiento óptico de marcas (OMR) se utiliza a veces para extraer valores de casillas u otros elementos de marcado. La captura también puede implicar la aceptación de documentos electrónicos y otros archivos informáticos. |
| Validación        | Sistema de registro de validación visual y datos importantes. P.ej. Fallos de documentos, firmas faltantes, nombres mal escritos, que puedan faltar de documentos en papel o imágenes en papel. |
| Indexación        | La indexación registra ordenadamente documentos electrónicos. La indexación puede ser tan simple como el seguimiento de identificadores de documentos únicos. Sin embargo, a menudo toma una forma más compleja, clasificando a través de los metadatos de los documentos o incluso a través de índices de palabras extraídos del contenido de los documentos. La indexación existe principalmente para apoyar la recuperación de contenidos. Un área de importancia crítica para la recuperación rápida es la creación de un índice topología. |
| Almacenamiento    | Almacenamiento de los documentos electrónicos. A menudo incluye la gestión de los mismos documentos; Donde se almacenan, durante cuánto tiempo, la migración de los documentos de un medio de almacenamiento a otro (gestión de almacenamiento jerárquico) y la eventual destrucción de documentos. |
| Recuperación      | Recuperar los documentos electrónicos del almacenamiento. Aunque la noción de recuperar un documento en particular es simple, la recuperación en el contexto electrónico puede ser a la vez bastante compleja y poderosa. La recuperación simple de documentos individuales puede ser soportada permitiendo al usuario especificar el identificador de documento único y hacer que el sistema utilice el índice básico (o una consulta no indexada en su almacén de datos) para recuperar el documento. La recuperación más flexible permite al usuario especificar términos de búsqueda parciales que implican el identificador del documento y / o partes de los metadatos esperados. Esto normalmente devolverá una lista de documentos que coinciden con los términos de búsqueda del usuario. Algunos sistemas proporcionan la capacidad de especificar una expresión booleana que contenga varias palabras clave o frases de ejemplo que se espera que existan dentro del contenido de los documentos. La recuperación de este tipo de consulta puede estar soportada por índices previamente creados o puede realizar búsquedas más largas a través del contenido de los documentos para devolver una lista de los documentos potencialmente relevantes. Véase también recuperación de documentos. |
| Distribución      | Un documento publicado para su distribución tiene que estar en un formato que no pueda ser fácilmente alterado. Una práctica común en las industrias reguladas por ley consiste en que una copia maestra original del documento normalmente nunca se utiliza para la distribución, y únicamente se archiva. Si un documento va a ser distribuido electrónicamente en un ambiente regulado, entonces el equipo informático destinado a la tarea tiene que ser aprobado y validado. De forma similar, los proveedores de distribución electrónica con respaldo de calidad deben ser utilizados. Este enfoque se aplica a ambos sistemas por los cuales el documento debe intercambiarse, si la integridad del documento es de importancia crítica. |
| Seguridad         | La seguridad de los documentos es vital en muchas aplicaciones de gestión de documentos. Los requisitos de obligado cumplimiento para ciertos documentos pueden ser bastante complejos dependiendo del tipo de documentos. Por ejemplo, en los Estados Unidos de América, los requisitos de la Ley de Portabilidad y Responsabilidad del Seguro de Salud (HIPAA) dictaminan que los documentos médicos tienen ciertos requisitos de seguridad. Algunos sistemas de gestión de documentos tienen un módulo de gestión de derechos que permite a un administrador dar acceso a documentos basados en el tipo solo a determinadas personas o grupos de personas. El marcado de documentos en el momento de la impresión o creación de PDF es un elemento esencial para evitar la alteración o el uso no intencionado. |
| Flujo de trabajo  | El flujo de trabajo es un proceso complejo y algunos sistemas de gestión de documentos tienen un módulo de flujo de trabajo incorporado. Hay diferentes tipos de flujo de trabajo. El uso depende del entorno al que se aplica el sistema electrónico de gestión de documentos (EDMS). El flujo de trabajo manual requiere que un usuario vea el documento y decida a quién enviarlo. El flujo de trabajo basado en reglas permite al administrador crear una regla que dicte el flujo del documento a través de una organización: por ejemplo, una factura pasa a través de un proceso de aprobación y luego se dirige al departamento de cuentas a pagar. Las reglas dinámicas permiten crear ramas en un proceso de flujo de trabajo. Un ejemplo simple sería ingresar un monto de factura y si el monto es menor que un determinado monto fijo, sigue diferentes rutas a través de la organización. Los mecanismos avanzados de flujo de trabajo pueden manipular contenido o señalar procesos externos mientras estas reglas estén en vigor. |
| Colaboración      | La colaboración debe ser inherente a un EDMS. En su forma básica, un EDMS colaborativo debe permitir que los documentos sean recuperados y trabajados por un usuario autorizado. El acceso debe bloquearse a otros usuarios mientras se está editando el documento. Otras formas avanzadas de colaboración actúan en tiempo real, permitiendo a varios usuarios ver y modificar (o marcar) documentos al mismo tiempo. El documento resultante es completo, incluyendo todas las adiciones de usuarios. La colaboración dentro de los sistemas de gestión de documentos almacena las distintas marcas por cada usuario individual durante la sesión de colaboración, permitiendo que el historial del documento se supervise. |
| Versioning        | El control de versiones es un proceso mediante el cual los documentos se registran dentro o fuera del sistema de gestión de documentos, permitiendo a los usuarios recuperar las versiones anteriores y continuar el trabajo desde un punto seleccionado. El control de versiones es útil para documentos que cambian con el tiempo y requieren actualización, pero puede ser necesario volver o hacer referencia a una copia anterior. |
| Buscando          | La búsqueda localiza documentos y carpetas utilizando atributos de plantilla o búsqueda de texto completo. Los documentos se pueden buscar utilizando diversos atributos y contenido de documentos. |
| Búsqueda federada | Esto se refiere a la capacidad de ampliar las capacidades de búsqueda para obtener resultados de múltiples fuentes o de varios DMS en una empresa. |
| Publicación       | La publicación de un documento involucra los procedimientos de corrección de pruebas, revisión por pares o revisión pública, autorización, impresión y aprobación, etc. Estos pasos garantizan la prudencia y el pensamiento lógico. Cualquier manipulación descuidada puede resultar en la inexactitud del documento y por lo tanto engañar o molestar a sus usuarios y lectores. En los sectores legalmente regulados, algunos de los procedimientos tienen que ser completados como lo demuestran sus firmas correspondientes y la fecha (s) en que el documento fue firmado. Refiérase a las divisiones ISO de ICS 01.140.40 y 35.240.30 para obtener más información. El documento publicado debe estar en un formato que no se pueda modificar fácilmente sin un conocimiento específico o herramientas, y sin embargo es de solo lectura o portátil. |
| Reproducción      | La reproducción de documentos / imágenes es clave cuando se piensa en implementar un sistema. Es genial poder poner las cosas, pero ¿cómo vas a sacarlas? Un ejemplo de esto es la construcción de planes. ¿Cómo se escanearán los planes y se mantendrá la escala cuando se impriman? |

## Clasificación de gestores documentales
Podemos clasificar el software de gestión documental en función de su complejidad. Los administradores de archivos, como el Explorador de Windows, son software de gestión documental, aunque muy rudimentarios. Permiten las operaciones básicas de la gestión documental: el acceso al recurso y la capacidad de compartir la información. Sin embargo, no son capaces de relacionar la información ni de proveerla de un contexto.
Una aplicación de gestión documental permite relacionar los documentos entre sí y darles una semántica común. Ha de posibilitar la búsqueda de información dentro de toda la base y ser capaz de ofrecer documentos relacionados. En síntesis, provee una base operativa de colaboración. Esto quiere decir que una aplicación de gestión documental está orientada a un contexto operacional que tenga relevancia para cualquier organización, por ejemplo la gestión documental es un elemento de un sistema CRM, ERP o una visión mixta de ambos.